# LIVE! BLACKMASS IN LONDON
『LIVE! BLACK MASS IN LONDON』（ライブ! ブラック・マス・イン・ロンドン）は、日本のヘヴィメタルバンドである聖飢魔IIの第九大教典。
魔暦紀元前7年（1992年）3月13日の金曜日にソニー・ミュージックレコーズのFITZBEATレーベルから発布された聖飢魔II初のミサ教典（ライブ・アルバム）。2枚組ベスト・アルバム『愛と虐殺の日々』（1991年）より3か月ぶりにリリースされた作品であり、聖飢魔IIによるセルフ・プロデュースとなっている。
スペインのセビリアにおいて開催されたセビリア万国博覧会のプレ・イベントである「セビリア・フェスタ・ジャパンデー」に出演した聖飢魔IIであったが、その後イギリスのロンドンおよびアメリカ合衆国のニューヨークにおいてもミサを行うこととなり、本作には魔暦紀元前8年（1991年）11月21日のロンドンにおけるマーキー・クラブ公演の模様が収録されている。本作においてデーモン小暮は歌唱およびMCをすべて英語で行っている他、「聖飢魔IIミサ曲第II番「創世紀」」から開始されるなど活動初期の音楽性を再現した構成になっている。
本作はオリコンアルバムチャートにおいて最高位第18位となった。また、ロンドン公演に加えてスペイン公演の模様も収録した活動絵巻教典（ライブ・ビデオ）『実録! 欧州非常事態宣言』が後に発布されている。

## 背景
第七大教典『有害』（1990年）発布後、SGT. ルーク篁III世がデーモン小暮に続きソロ・デビューすることになり、篁は当初プリンセス プリンセス所属の奥居香やNIGHT HAWKS所属の青木秀一にボーカルを依頼する予定であったが、ディレクターである丸沢和宏の提案を受け篁が自らボーカルを担当したソロ・アルバム『篁』が1991年3月1日にリリースされた。さらに同年にはライデン湯沢とゼノン石川が中心となり、妖怪マツザキ様も含めて3名で結成したバンドであるRXが始動、本多俊之や渡辺香津美、和田アキラなどの著名なミュージシャンが参加したファースト・アルバム『CHEMICAL REACTION』がリリースされた。篁によればアルバム『篁』がレコード会社の予想を上回る売り上げとなったことから、RXのアルバム『CHEMICAL REACTION』においてはジャケットがカラーになったと述べている。
また同年には翌年開催予定であったセビリア万国博覧会のプレ・イベントである「セビリア・フェスタ・ジャパンデー」において、着物ショーや阿波踊りなどの日本の文化を披露する目的の催事が行われることになり、日本のバンドを代表して聖飢魔IIが同イベントに参加することになった。当時の日本においてハイビジョン放送が開始されていた背景もあり、NHKは様々な日本のエンターテインメントや文化を披露したいとの要望から、NHKがスペインにおいて初となる日本のロック・アーティストのハイビジョン放送を検討しているとの話を聴いたレコード会社側は、聖飢魔IIが相応しいとの考えから10回程度NHKに出向きプロモーションを行い、小暮も2回程度NHKに連れて行って交渉した結果内定を獲得することになった。NHKのプロデューサーと共に会食する機会が与えられたのは立候補したミュージシャンの中で自身だけであったと小暮は述べており、それが決定打となって出演が確定したと述べている。しかし聖飢魔IIのスタッフ側は海外公演の話を当初全く信用しておらず、スケジュールには該当の公演が入れられていいなかったいう。結果として聖飢魔IIはスペインのセビリアのみならずイギリスのロンドンおよび12月にはアメリカ合衆国のニューヨークにおいてもミサを行うことになった。

## 録音、構成
海外公演に向けて、小暮はスペインにおいては歌唱のみならずMCも含めてすべてスペイン語で、ロンドンにおいてはすべて英語で行うことを決めており、1991年春先から歌詞の翻訳などの準備を行っていた。小暮は海外公演に関しては当初から絶対的な自信を持っており、その理由は幼少期の3年間をニューヨークで過ごした際に自分以外ほとんどがアメリカ人という学級での環境下においても、クラスで1番の人気者であった経験があったためであると述べている。欧州での公演において篁は音よりも魅力的なパフォーマンスを行うことに注力しており、小暮が現地の言葉で歌唱することに重きを置いたリハーサルが行われていたために同じ演奏を複数回行った結果演奏が向上したと述べている。エース清水は洋楽を聴いて育ったために「猿真似で申し訳ねぇなぁ」と洋楽コンプレックスを抱えていたものの、聖飢魔IIとしては覚悟を決めた上に自信を持って「俺たちにしかできないエンターテインメントをやってる」という自負を持つことが出来たという。現地で演奏した時の感覚として、清水は「素っ裸にして放り出されて、若手の落語家が師匠にさ“オマエ何かやってみな”って、そんなような極限の状況でやったようなもの」と述べており、聖飢魔IIは元々デビュー当初から一定の人気を得ていたために知名度が高く、地方公演において空席が目立つような経験をしていなかったが、海外公演において初めて全く認知されていない状態での演奏を経験することになり「極限の状況ではあった」と述べている。
篁は洋楽の影響を受けて始めた音楽活動が本場で通用するのかという疑念を抱いていたが、挑戦した結果自身が望む音楽活動は海外の方が合致しているという認識を得たと述べている。篁は第五大教典『THE OUTER MISSION』（1988年）において切り開いた新たな音楽性を上手く消化しきれず、その後爆裂聖飢魔IIとしての活動なども影響した結果「聖飢魔IIとは何だ?」という自問自答がバンド内で巻き起こり、音楽制作の部分で精進すべきであったところを怠慢していたために、結論としては小暮のタレント性に頼ったバンドになっているという問題点を抱えたままの海外公演であったと述べている。海外でミサを行うに当たり、どの音楽スタイルで演奏を行うかについて議論が行われた結果、初期の頃のスタイルでの演奏に決定、これについて篁はレコード会社や所属事務所からの「見つめ直せ」という意味の指令であったのではないかと推測している。石川は「お客さんに乗せられるってことはこういうことなんだなっていうのを、強烈に感じた」と日本でのミサとの差異を述べており、日本でリンゴを投げるパフォーマンスを行うと観客は大事に持ち帰るところを、リンゴを齧って芯だけの状態となったものを「ごちそうさま」と言いながら投げ返す観客の存在などがあったため「狙ってやったことは全て水の泡」になってしまったと述べている。セビリアでの2日目のアンコールにおいてビートルズの楽曲「バック・イン・ザ・U.S.S.R.」（1968年）を現地のバンドであるルス・カサールと共に演奏することになった際に、湯沢はエンディング部分のみ聖飢魔IIとしてのアレンジで演奏するために同バンド所属のドラマーに説明したものの、そのドラマーはスペイン語しか理解できないため交渉が難航し、最終的に口頭でドラム音を再現して説明したところすぐに理解を得ることが出来たため、「臭い言い方だけど、“ああ、音楽に国境はないな”というのをものすごく実感した瞬間だった」と述べている。また湯沢はスペインのバーで飲んだコーヒーを気に入り、頻繁に飲んでいたためにロンドン・ヒースロー空港へ向かう飛行機の中で嘔吐した上にミサ前日に発熱して寝込む事態となり、当日も発熱した状態で演奏していたと述べている。

## リリース、批評、チャート成績
| 専門評論家によるレビュー | 専門評論家によるレビュー |
| レビュー・スコア         | レビュー・スコア         |
| 出典                     | 評価                     |
| ------------------------ | ------------------------ |
| CDジャーナル             | 肯定的                   |

本作は魔暦紀元前7年（1992年）3月13日にソニー・ミュージックレコーズのFITZBEATレーベルからCDおよびCTの2形態で発布された。本作の帯に記載されたキャッチフレーズは「1991年11月21日 ロンドン・マーキー・クラブを襲撃した悪魔の黒ミサ!」であった。本作について清水は教典として残されたことよりも海外でミサを行ったという事実が自身にとって大きな出来事であったと述べた上で、教典として聴くことはないと述べている。松崎は本作に収録された音源について、オルガンでの演奏を間違えた際のミス・トーンが収録されてしまっているため恥ずかしいと述べている。
ロンドン公演後の12月に行われたニューヨーク公演の際に、観覧に訪れていたニューヨーク在住の音楽プロデューサーから「凄く面白かったんで話がしたい」と誘われ、「何とか自分のプロデュースで、アメリカでレコードを出したいんだ」と聖飢魔IIのアメリカ合衆国におけるデビューの話が持ち掛けられる事態となった。その後話は円滑に進み、「みんなアメリカに住む覚悟はあるのか?」という議論が行われるなど世界進出を構想していた構成員であったが、同プロデューサーが担当していたサボタージュというバンドが商業的に失敗し資金が枯渇したことから破談となった。
本作に対する評価として、音楽情報サイト『CDジャーナル』では小暮が帰国子女であるために英語でMCを行っていることを指摘、さらに歌詞も英語で歌唱しているために「その分フツーの達者なバンドっぽさが増大。信者は買おう」と肯定的に評価した。本作はオリコンアルバムチャートにおいて最高位第18位の登場週数3回で、売り上げ枚数は2.4万枚となった。同年3月25日に発布された活動絵巻教典（ライブ・ビデオ）『実録! 欧州非常事態宣言』には本作と同様にロンドン公演が収録されている他、スペイン公演の模様も収録されている。

## 収録曲
- CD付属の歌詞カードに記載されたクレジットを参照、また全曲共に英訳はデーモン小暮およびボブ・ダイヤが担当している[14]。

| #         | タイトル                                                    | 作詞         | 作曲              | 編曲               | 時間  |
| --------- | ----------------------------------------------------------- | ------------ | ----------------- | ------------------ | ----- |
| 1.        | 「CREATE THE NEXT CENTURY」(聖飢魔IIミサ曲第II番「創世紀」) |              | ダミアン浜田      | 聖飢魔II、松崎雄一 | 1:51  |
| 2.        | 「THE END OF THE CENTURY」                                  | ダミアン浜田 | ダミアン浜田      | 聖飢魔II、松崎雄一 | 4:42  |
| 3.        | 「ADAM'S APPLE」(アダムの林檎)                              | デーモン小暮 | ジェイル大橋      | 聖飢魔II、松崎雄一 | 4:53  |
| 4.        | 「HUMANE SOCIETY」(害獣達の墓場)                            | デーモン小暮 | エース清水        | 聖飢魔II、松崎雄一 | 6:33  |
| 5.        | 「BAD AGAIN」(BAD AGAIN 〜美しき反逆〜)                     | デーモン小暮 | SGT.ルーク篁III世 | 聖飢魔II、松崎雄一 | 5:24  |
| 合計時間: | 合計時間:                                                   | 合計時間:    | 合計時間:         | 合計時間:          | 23:23 |

| #         | タイトル | 作詞                             | 作曲              | 編曲               | 時間  |
| --------- | --- | -------------------------------- | ----------------- | ------------------ | ----- |
| 6.        | 「STAINLESS NIGHT」 | デーモン小暮                     | エース清水        | 聖飢魔II、松崎雄一 | 4:41  |
| 7.        | 「BIG TIME CHANGES」 | ジャンキー・モンキー・ベイビーズ | エース清水        | 聖飢魔II、松崎雄一 | 7:22  |
| 8.        | 「PESTILENT ROCK」(有害ロック) | デーモン小暮                     | SGT.ルーク篁III世 | 聖飢魔II、松崎雄一 | 5:06  |
| 9.        | 「THE DEMONIC SYMPHONY SUITE OPUS 666 IN Dm - OVERTURE：INFERNAL ANTHEM（心の叫び） - A MOVEMENT 1：STORMY NIGHT - A MOVEMENT 2：DEVIL'S CAVE（悪魔の穴） - A MOVEMENT 3：KILL THE KINGGHIDRAH - A MOVEMENT 4：DEAD SYMPHONY」(悪魔組曲作品666番ニ短調) | ダミアン浜田、デーモン小暮       | ダミアン浜田      | 聖飢魔II、松崎雄一 | 10:42 |
| 合計時間: | 合計時間: | 合計時間:                        | 合計時間:         | 合計時間:          | 27:51 |

## スタッフ・クレジット
- CD付属の歌詞カードに記載されたクレジットを参照[14]。

### 聖飢魔II
- デーモン小暮 – ボーカル
- エース清水 – ギター
- ゼノン石川 – ベース
- ライデン湯沢 – ドラムス
- SGT.ルーク篁III世 – ギター

### 参加ミュージシャン
- 松崎雄一 – キーボード

### 録音スタッフ
- ウィル・シェプランド – レコーディング・エンジニア
- 田中 "Teppei" 邦明 – ミキシング・エンジニア
- 田中三一 – デジタル・マスタリング
- 山本健也 – コ・プロデューサー
- ナスティ平野 – マネージャー
- コンドルモミヒゲ松元 – マネージャー
- サーヴァチョフもとやま – マネージャー
- ボビーディックゆあさ – マネージャー
- 安場晴生 – アーティスト・プロモーション
- おざわあゆみ – アーティスト・プロモーション

### 美術スタッフ
- 加藤靖隆（アボーヴ・アス・オンリー・スカイ・スタジオ） – アート・ディレクション、デザイン
- 柴田淳 – デザイン
- ピーター・アシュワース（英語版） – カバー・ジャケット写真
- Zigen – ライブ写真

### その他スタッフ
- サラ・フィリップス – コーディネーター
- ながさわりえ – コーディネーター
- ジャクソン・デュカス – チルドレン
- アダム・ミジリー – チルドレン
- トリッシュ・モリッシー（英語版） – スペシャル・サンクス
- オリー・ヒューイット – スペシャル・サンクス
- リサ・ウォーカー – スペシャル・サンクス
- ジム・マクアート – スペシャル・サンクス
- ロバート・スタンレー・ダイヤ – スペシャル・サンクス
- Mr.Shimizu (Pearl London) – スペシャル・サンクス
- Mr.Fujita (Killer Guitars) – スペシャル・サンクス
- シャーク岩井（ミュージックチェイス） – エグゼクティブ・マネージャー
- 稲垣博司 – エグゼクティブ・プロデューサー

## リリース日一覧
| No. | リリース日    | レーベル                               | 規格         | カタログ番号 | 最高順位 | 備考                   | 出典                |
| --- | ------------- | -------------------------------------- | ------------ | ------------ | -------- | ---------------------- | ------------------- |
| 1   | 1992年3月13日 | ソニー・ミュージックレコーズ／FITZBEAT | CD           | SRCL-2342    | 16位     |                        | [ 2 ] [ 13 ] [ 15 ] |
| 2   | 1992年3月13日 | ソニー・ミュージックレコーズ／FITZBEAT | CT           | SRTL-1801    | 16位     |                        | [ 2 ]               |
| 3   | 2019年6月6日  | ソニー・ミュージックダイレクト         | AAC-LC       | -            | -        | デジタル・ダウンロード | [ 16 ]              |
| 4   | 2019年6月6日  | ソニー・ミュージックダイレクト         | ロスレスFLAC | -            | -        | デジタル・ダウンロード | [ 17 ]              |